# Muara Lawai (Muara Enim)
Muara Lawai is een bestuurslaag in het regentschap Muara Enim van de provincie Zuid-Sumatra, Indonesië. Muara Lawai telt 2343 inwoners (volkstelling 2010).